# کانیادا د بناتاندوس
کانیادا د بناتاندوس (به اسپانیایی: Cañada de Benatanduz) یک شهرستان در اسپانیا است که در استان تروئل واقع شده‌است.

## خصوصیات
کانیادا د بناتاندوس ۳۴ کیلومترمربع مساحت و ۶۴ نفر جمعیت دارد.